# Новониколаевское водохранилище
Новониколаевское водохранилище (укр. Новомиколаївське водосховище) — небольшое русловое водохранилище на реке Гусинка (левый приток реки Великий Бурлук). Расположено в Шевченковском районе Харьковской области, у села Новониколаевка. Водохранилище построено в 1975 году по проекту Харьковского филиала института «Укргипроводхоз». Назначение — орошение, рыборазведения, рекреация. Вид регулирования — сезонное.

## Основные параметры водохранилища
- Нормальный подпорный уровень — 125,3 м;
- Форсированный подпорный уровень — 126,5 м;
- Полный объём — 1 410 000 м³;
- Полезный объём — 1 030 000 м³;
- Длина — 2,1 км;
- Максимальные ширина — 0,39 км;
- Средняя глубина — 2,4 м;
- Максимальная глубина — 4,8 м.

## Основные гидрологические характеристики
- Площадь водосборного бассейна — 50,5 км².
- Годовой объем стока 50 % обеспеченности — 2 400 000 м³.
- Паводковый сток 50 % обеспеченности — 2 070 000 м³.
- Максимальный расход воды 1 % обеспеченности — 53,1 м³/с.

## Состав гидротехнических сооружений
- Глухая земляная плотина длиной — 320 м, высотой — 7,8 м, шириной — 10 м. Заделка верхового откоса — 1:8, низового откоса — 1:2,5.
- Шахтный водосброс из монолитного железобетона высотой — 5,6 м, размерами 2 (3,8×4,0) м.
- Водосбросный тоннель длиной — 26 м, размерами 2 (2×2) м.
- Рекомендуемый водовыпуск из стальной трубы диаметром 500 мм, оборудован защёлками.

## Использование водохранилища
Водохранилище было построено для орошения в колхозе имени Свердлова Шевченковского района. В настоящее время водохранилище используется для рыборазведения.